# NGC 3365
NGC 3365 este o galaxie spirală situată în constelația Sextantul. A fost descoperită în 13 aprilie 1828 de către John Herschel. Se află la o distanță de 17,62 megaparseci de Pământ.